# Élections cantonales de 1992 dans le Calvados
Les élections cantonales ont eu lieu les 22 et 29 mars 1992.
Lors de ces élections, 23 des 49 cantons du Calvados ont été renouvelés. Elles ont vu la reconduction de la majorité UDF dirigée par Anne d'Ornano, présidente du conseil général depuis 1991.

## Résultats à l’échelle du département
Répartition départementale des résultats (2e tour).
- PCF (2,87 %)
- PS (40,79 %)
- RPR (18,43 %)
- UDF (22,99 %)
- DVD (14,92 %)

| Étiquette      | Étiquette                          | Premier tour | Premier tour | Second tour | Second tour | Sièges |
| Étiquette      | Étiquette                          | Voix         | %            | Voix        | %           | Sièges |
| -------------- | ---------------------------------- | ------------ | ------------ | ----------- | ----------- | ------ |
|                | Parti socialiste                   | 23 593       | 19,69        | 24 395      | 40,79       | 4      |
|                | Parti communiste français          | 7 259        | 6,06         | 1 715       | 2,87        | 0      |
|                | Majorité présidentielle            | 1 216        | 1,01         |             |             |        |
|                | Extrême gauche                     | 762          | 0,64         |             |             |        |
| Gauche         | Gauche                             | 32 830       | 27,40        | 26 110      | 43,66       | 4      |
|                |                                    |              |              |             |             |        |
|                | Union pour la démocratie française | 22 092       | 18,44        | 13 747      | 22,99       | 9      |
|                | Rassemblement pour la République   | 21 024       | 17,55        | 11 021      | 18,43       | 6      |
|                | Divers droite                      | 15 568       | 12,99        | 8 925       | 14,92       | 4      |
|                | Front national                     | 11 552       | 9,64         |             |             |        |
|                | Extrême droite                     | 16           | 0,01         |             |             |        |
| Droite         | Droite                             | 70 252       | 58,63        | 33 693      | 56,34       | 19     |
|                |                                    |              |              |             |             |        |
|                | Les Verts                          | 15 473       | 12,91        |             |             |        |
|                | Génération écologie                | 1 266        | 1,06         |             |             |        |
| Écologistes    | Écologistes                        | 16 739       | 13,97        |             |             |        |
|                |                                    |              |              |             |             |        |
| Inscrits       | Inscrits                           | 188 175      | 100,00       | 114 559     | 100,00      |        |
| Abstention     | Abstention                         | 61 259       | 32,55        | 49 016      | 42,79       |        |
| Votants        | Votants                            | 126 916      | 67,45        | 65 543      | 57,21       |        |
| Blancs et nuls | Blancs et nuls                     | 7 095        | 5,59         | 5 740       | 8,76        |        |
| Exprimés       | Exprimés                           | 119 821      | 94,41        | 59 803      | 91,24       |        |

## Résultats par canton

### Canton d'Aunay-sur-Odon
| Candidats      | Candidats        | Étiquette      | Premier tour | Premier tour |
| Candidats      | Candidats        | Étiquette      | Voix         | %            |
| -------------- | ---------------- | -------------- | ------------ | ------------ |
|                | Marcel Benard*   | UDF            | 1 753        | 53,62        |
|                | Thierry Jouannis | PS             | 588          | 17,99        |
|                | Xavier Jeanne    | Verts          | 482          | 14,74        |
|                | Michelle Marie   | FN             | 346          | 10,58        |
|                | Andre Fabre      | PCF            | 100          | 3,06         |
|                |                  |                |              |              |
| Inscrits       | Inscrits         | Inscrits       | 5 146        | 100,00       |
| Abstention     | Abstention       | Abstention     | 1 606        | 31,21        |
| Votants        | Votants          | Votants        | 3 540        | 68,79        |
| Blancs et nuls | Blancs et nuls   | Blancs et nuls | 271          | 7,66         |
| Exprimés       | Exprimés         | Exprimés       | 3 269        | 92,34        |

*sortant

### Canton de Balleroy
| Candidats      | Candidats            | Étiquette      | Premier tour | Premier tour |
| Candidats      | Candidats            | Étiquette      | Voix         | %            |
| -------------- | -------------------- | -------------- | ------------ | ------------ |
|                | François d'Harcourt* | UDF            | 2 574        | 63,89        |
|                | Gilles Bougdour      | Verts          | 486          | 12,06        |
|                | Jocelyne Agra        | PS             | 398          | 9,88         |
|                | Marc-Antoine Peuch   | FN             | 398          | 9,88         |
|                | Jean-Claude Marie    | PCF            | 173          | 4,29         |
|                |                      |                |              |              |
| Inscrits       | Inscrits             | Inscrits       | 6 561        | 100,00       |
| Abstention     | Abstention           | Abstention     | 2 340        | 35,67        |
| Votants        | Votants              | Votants        | 4 221        | 64,33        |
| Blancs et nuls | Blancs et nuls       | Blancs et nuls | 192          | 4,55         |
| Exprimés       | Exprimés             | Exprimés       | 4 029        | 95,45        |

*sortant

### Canton de Bayeux
| Candidats      | Candidats            | Étiquette      | Premier tour | Premier tour |
| Candidats      | Candidats            | Étiquette      | Voix         | %            |
| -------------- | -------------------- | -------------- | ------------ | ------------ |
|                | Jean Le Carpentier * | RPR            | 4 775        | 57,34        |
|                | Gérard Lecornu       | PS             | 1 110        | 13,33        |
|                | Leon Lemonnier       | Verts          | 804          | 9,66         |
|                | Olivier Simonot      | FN             | 607          | 7,29         |
|                | Georges Fauvel       | Verts          | 522          | 6,27         |
|                | Etienne Audineau     | PCF            | 509          | 6,11         |
|                |                      |                |              |              |
| Inscrits       | Inscrits             | Inscrits       | 13 972       | 100,00       |
| Abstention     | Abstention           | Abstention     | 5 201        | 37,22        |
| Votants        | Votants              | Votants        | 8 771        | 62,78        |
| Blancs et nuls | Blancs et nuls       | Blancs et nuls | 444          | 5,06         |
| Exprimés       | Exprimés             | Exprimés       | 8 327        | 94,94        |

*sortant

### Canton du Bény-Bocage
| Candidats      | Candidats         | Étiquette      | Premier tour | Premier tour |
| Candidats      | Candidats         | Étiquette      | Voix         | %            |
| -------------- | ----------------- | -------------- | ------------ | ------------ |
|                | André Lerebours*  | UDF            | 2 168        | 62,68        |
|                | Jacques Francoise | PS             | 494          | 14,28        |
|                | Frédéric Leblanc  | Verts          | 362          | 10,47        |
|                | Raymond Dufour    | FN             | 342          | 9,89         |
|                | Christian Henri   | PCF            | 80           | 2,31         |
|                | Gérard Lechartier | DVD            | 13           | 0,38         |
|                |                   |                |              |              |
| Inscrits       | Inscrits          | Inscrits       | 5 544        | 100,00       |
| Abstention     | Abstention        | Abstention     | 1 770        | 31,93        |
| Votants        | Votants           | Votants        | 3 774        | 68,07        |
| Blancs et nuls | Blancs et nuls    | Blancs et nuls | 315          | 8,35         |
| Exprimés       | Exprimés          | Exprimés       | 3 459        | 91,65        |

*sortant

### Canton de Bourguébus
| Candidats      | Candidats              | Étiquette      | Premier tour | Premier tour | Second tour | Second tour |
| Candidats      | Candidats              | Étiquette      | Voix         | %            | Voix        | %           |
| -------------- | ---------------------- | -------------- | ------------ | ------------ | ----------- | ----------- |
|                | Claude Peschard        | UDF            | 2 865        | 34,34        | 3 647       | 50,70       |
|                | Jean-Claude Carabeufs* | PS             | 2 851        | 34,17        | 3 547       | 49,30       |
|                | Denis Allix            | Verts          | 1 308        | 15,68        | Retrait     | Retrait     |
|                | Marie-Claire Dannebey  | FN             | 816          | 9,78         |             |             |
|                | Jean Huguet            | PCF            | 503          | 6,03         |             |             |
|                |                        |                |              |              |             |             |
| Inscrits       | Inscrits               | Inscrits       | 11 887       | 100,00       | 11 890      | 100,00      |
| Abstention     | Abstention             | Abstention     | 3 012        | 25,34        | 4 117       | 34,63       |
| Votants        | Votants                | Votants        | 8 875        | 74,66        | 7 773       | 65,37       |
| Blancs et nuls | Blancs et nuls         | Blancs et nuls | 532          | 5,99         | 579         | 7,45        |
| Exprimés       | Exprimés               | Exprimés       | 8 343        | 94,01        | 7 194       | 92,55       |

*sortant

### Canton de Bretteville-sur-Laize
| Candidats      | Candidats             | Étiquette      | Premier tour | Premier tour | Second tour | Second tour |
| Candidats      | Candidats             | Étiquette      | Voix         | %            | Voix        | %           |
| -------------- | --------------------- | -------------- | ------------ | ------------ | ----------- | ----------- |
|                | Jean-Jacques Lacoste* | PS             | 2 235        | 35,61        | 3 196       | 55,04       |
|                | Bertrand Lidou        | RPR            | 2 048        | 32,63        | 2 611       | 44,96       |
|                | Jean-Claude Marie     | PCF            | 705          | 11,23        |             |             |
|                | Paul Sohier           | FN             | 530          | 8,44         |             |             |
|                | Pierre Regnault       | Verts          | 414          | 6,60         |             |             |
|                | Jean-Paul Delahaye    | Verts          | 328          | 5,23         |             |             |
|                | Denis Lelievre        | EXD            | 16           | 0,25         |             |             |
|                |                       |                |              |              |             |             |
| Inscrits       | Inscrits              | Inscrits       | 8 761        | 100,00       | 8 761       | 100,00      |
| Abstention     | Abstention            | Abstention     | 2 101        | 23,98        | 2 547       | 29,07       |
| Votants        | Votants               | Votants        | 6 660        | 76,02        | 6 214       | 70,93       |
| Blancs et nuls | Blancs et nuls        | Blancs et nuls | 384          | 5,77         | 407         | 6,55        |
| Exprimés       | Exprimés              | Exprimés       | 6 276        | 94,23        | 5 807       | 93,45       |

*sortant

### Canton de Caen-1
| Candidats      | Candidats              | Étiquette      | Premier tour | Premier tour |
| Candidats      | Candidats              | Étiquette      | Voix         | %            |
| -------------- | ---------------------- | -------------- | ------------ | ------------ |
|                | Simone Dauguet*        | RPR            | 3 551        | 50,71        |
|                | Gérard Poulouin        | PS             | 1 377        | 19,67        |
|                | Jean-Baptiste Lagrange | Verts          | 1 103        | 15,75        |
|                | Yves Dupres            | FN             | 728          | 10,40        |
|                | Jacques Veron-Bocquel  | PCF            | 243          | 3,47         |
|                |                        |                |              |              |
| Inscrits       | Inscrits               | Inscrits       | 11 350       | 100,00       |
| Abstention     | Abstention             | Abstention     | 4 017        | 35,39        |
| Votants        | Votants                | Votants        | 7 333        | 64,61        |
| Blancs et nuls | Blancs et nuls         | Blancs et nuls | 331          | 4,51         |
| Exprimés       | Exprimés               | Exprimés       | 7 002        | 95,49        |

*sortant

### Canton de Caen-3
| Candidats      | Candidats                  | Étiquette      | Premier tour | Premier tour | Second tour | Second tour |
| Candidats      | Candidats                  | Étiquette      | Voix         | %            | Voix        | %           |
| -------------- | -------------------------- | -------------- | ------------ | ------------ | ----------- | ----------- |
|                | François Solignac-Lecomte* | DVD            | 3 186        | 46,12        | 3 434       | 62,46       |
|                | Michel Pondaven            | PS             | 1 463        | 21,18        | 2 064       | 37,54       |
|                | Josette Benard             | GE             | 859          | 12,43        |             |             |
|                | Henri Eyraud               | FN             | 619          | 8,96         |             |             |
|                | Jean-Pierre Viaud          | Verts          | 527          | 7,63         |             |             |
|                | Pierre Marchand            | PCF            | 254          | 3,68         |             |             |
|                |                            |                |              |              |             |             |
| Inscrits       | Inscrits                   | Inscrits       | 11 540       | 100,00       | 11 539      | 100,00      |
| Abstention     | Abstention                 | Abstention     | 4 371        | 37,88        | 5 661       | 49,06       |
| Votants        | Votants                    | Votants        | 7 169        | 62,12        | 5 878       | 50,94       |
| Blancs et nuls | Blancs et nuls             | Blancs et nuls | 261          | 3,64         | 380         | 6,46        |
| Exprimés       | Exprimés                   | Exprimés       | 6 908        | 96,36        | 5 498       | 93,54       |

*sortant

### Canton de Caen-4
| Candidats      | Candidats             | Étiquette      | Premier tour | Premier tour | Second tour | Second tour |
| Candidats      | Candidats             | Étiquette      | Voix         | %            | Voix        | %           |
| -------------- | --------------------- | -------------- | ------------ | ------------ | ----------- | ----------- |
|                | Brigitte Le Brethon * | RPR            | 2 081        | 44,98        | 2 262       | 59,42       |
|                | André Paysant         | PS             | 1 209        | 26,13        | 1 545       | 40,58       |
|                | François Marais       | GE             | 407          | 8,80         |             |             |
|                | Cécile Leclercq       | Verts          | 363          | 7,85         |             |             |
|                | Patrick Bunel         | FN             | 347          | 7,50         |             |             |
|                | Michèle Langeois      | PCF            | 220          | 4,75         |             |             |
|                |                       |                |              |              |             |             |
| Inscrits       | Inscrits              | Inscrits       | 7 533        | 100,00       | 7 531       | 100,00      |
| Abstention     | Abstention            | Abstention     | 2 748        | 36,48        | 3 519       | 46,73       |
| Votants        | Votants               | Votants        | 4 785        | 63,52        | 4 012       | 53,27       |
| Blancs et nuls | Blancs et nuls        | Blancs et nuls | 158          | 3,30         | 205         | 5,11        |
| Exprimés       | Exprimés              | Exprimés       | 4 627        | 96,70        | 3 807       | 94,89       |

### Canton de Caen-5
| Candidats      | Candidats              | Étiquette      | Premier tour | Premier tour | Second tour | Second tour |
| Candidats      | Candidats              | Étiquette      | Voix         | %            | Voix        | %           |
| -------------- | ---------------------- | -------------- | ------------ | ------------ | ----------- | ----------- |
|                | Serge Lezement*        | PS             | 1 694        | 32,89        | 2 261       | 61,37       |
|                | Lionel Lemarie         | UDF            | 811          | 15,74        | 1 423       | 38,63       |
|                | Zakari Dramani-Issifou | EXG            | 762          | 14,79        |             |             |
|                | Christian Gueret       | FN             | 642          | 12,46        |             |             |
|                | Marc Bellet            | PCF            | 631          | 12,25        |             |             |
|                | Marie-Noelle Roederer  | Verts          | 611          | 11,86        |             |             |
|                |                        |                |              |              |             |             |
| Inscrits       | Inscrits               | Inscrits       | 8 829        | 100,00       | 8 829       | 100,00      |
| Abstention     | Abstention             | Abstention     | 3 383        | 38,32        | 4 715       | 53,40       |
| Votants        | Votants                | Votants        | 5 446        | 61,68        | 4 114       | 46,60       |
| Blancs et nuls | Blancs et nuls         | Blancs et nuls | 295          | 5,42         | 430         | 10,45       |
| Exprimés       | Exprimés               | Exprimés       | 5 151        | 94,58        | 3 684       | 89,55       |

*sortant

### Canton de Caen-10
| Candidats      | Candidats        | Étiquette      | Premier tour | Premier tour | Second tour | Second tour |
| Candidats      | Candidats        | Étiquette      | Voix         | %            | Voix        | %           |
| -------------- | ---------------- | -------------- | ------------ | ------------ | ----------- | ----------- |
|                | Jean Moulin      | PS             | 2 905        | 38,12        | 3 631       | 58,46       |
|                | Rémy Berthillier | UDF            | 2 104        | 27,61        | 2 580       | 41,54       |
|                | Gisèle Hequet    | FN             | 793          | 10,41        |             |             |
|                | Claude Place     | Verts          | 670          | 8,79         |             |             |
|                | Alain Gruenais   | Verts          | 644          | 8,45         |             |             |
|                | Lysiane Broudic  | PCF            | 504          | 6,61         |             |             |
|                |                  |                |              |              |             |             |
| Inscrits       | Inscrits         | Inscrits       | 12 628       | 100,00       | 12 627      | 100,00      |
| Abstention     | Abstention       | Abstention     | 4 579        | 36,26        | 5 929       | 46,95       |
| Votants        | Votants          | Votants        | 8 049        | 63,74        | 6 698       | 53,05       |
| Blancs et nuls | Blancs et nuls   | Blancs et nuls | 429          | 5,33         | 487         | 7,27        |
| Exprimés       | Exprimés         | Exprimés       | 7 620        | 94,67        | 6 211       | 92,73       |

### Canton de Cambremer
| Candidats      | Candidats              | Étiquette      | Premier tour | Premier tour |
| Candidats      | Candidats              | Étiquette      | Voix         | %            |
| -------------- | ---------------------- | -------------- | ------------ | ------------ |
|                | Ambroise Dupont*       | UDF            | 1 498        | 68,97        |
|                | Yvonne Nahan           | Verts          | 261          | 12,02        |
|                | Guy Dupin              | FN             | 217          | 9,99         |
|                | Gisèle Delaveau-Provot | PS             | 142          | 6,54         |
|                | Kleber Liard           | PCF            | 54           | 2,49         |
|                |                        |                |              |              |
| Inscrits       | Inscrits               | Inscrits       | 3 245        | 100,00       |
| Abstention     | Abstention             | Abstention     | 947          | 29,18        |
| Votants        | Votants                | Votants        | 2 298        | 70,82        |
| Blancs et nuls | Blancs et nuls         | Blancs et nuls | 126          | 5,48         |
| Exprimés       | Exprimés               | Exprimés       | 2 172        | 94,52        |

*sortant

### Canton de Caumont-l'Éventé
| Candidats      | Candidats            | Étiquette      | Premier tour | Premier tour |
| Candidats      | Candidats            | Étiquette      | Voix         | %            |
| -------------- | -------------------- | -------------- | ------------ | ------------ |
|                | Jean-Jacques Viart*  | UDF            | 1 457        | 57,25        |
|                | Louise Peuch-Jaboeuf | FN             | 303          | 11,91        |
|                | Liliane Patte        | Verts          | 301          | 11,83        |
|                | Jean-Pierre Bohy     | PS             | 260          | 10,22        |
|                | Jean-Marc Daniel     | Verts          | 148          | 5,82         |
|                | Rémi Cherrier        | PCF            | 76           | 2,99         |
|                |                      |                |              |              |
| Inscrits       | Inscrits             | Inscrits       | 4 080        | 100,00       |
| Abstention     | Abstention           | Abstention     | 1 357        | 33,26        |
| Votants        | Votants              | Votants        | 2 723        | 66,74        |
| Blancs et nuls | Blancs et nuls       | Blancs et nuls | 178          | 6,54         |
| Exprimés       | Exprimés             | Exprimés       | 2 545        | 93,46        |

*sortant

### Canton de Condé-sur-Noireau
| Candidats      | Candidats          | Étiquette      | Premier tour | Premier tour |
| Candidats      | Candidats          | Étiquette      | Voix         | %            |
| -------------- | ------------------ | -------------- | ------------ | ------------ |
|                | Maurice Piard*     | DVD            | 2 208        | 50,55        |
|                | Jean-Michel Pastor | PS             | 989          | 22,64        |
|                | Philippe Dossin    | DVD            | 417          | 9,55         |
|                | Jacques Leblanc    | Verts          | 352          | 8,06         |
|                | Catherine Sauvage  | FN             | 286          | 6,55         |
|                | Jacky Onfray       | PCF            | 116          | 2,66         |
|                |                    |                |              |              |
| Inscrits       | Inscrits           | Inscrits       | 6 715        | 100,00       |
| Abstention     | Abstention         | Abstention     | 2 172        | 32,35        |
| Votants        | Votants            | Votants        | 4 543        | 67,65        |
| Blancs et nuls | Blancs et nuls     | Blancs et nuls | 175          | 3,85         |
| Exprimés       | Exprimés           | Exprimés       | 4 368        | 96,15        |

*sortant

### Canton de Creully
| Candidats      | Candidats         | Étiquette      | Premier tour | Premier tour | Second tour | Second tour |
| Candidats      | Candidats         | Étiquette      | Voix         | %            | Voix        | %           |
| -------------- | ----------------- | -------------- | ------------ | ------------ | ----------- | ----------- |
|                | Michel Leparquier | RPR            | 2 819        | 37,23        | 3 220       | 50,09       |
|                | Pascal Daubin     | PS             | 1 420        | 18,76        | 1 611       | 25,06       |
|                | François Oudin    | DVD            | 1 137        | 15,02        | 1 598       | 24,86       |
|                | Noëlle Filliatre  | Verts          | 1 061        | 14,01        |             |             |
|                | Philippe Chapron  | FN             | 763          | 10,08        |             |             |
|                | Christian Michel  | PCF            | 371          | 4,90         |             |             |
|                |                   |                |              |              |             |             |
| Inscrits       | Inscrits          | Inscrits       | 11 122       | 100,00       | 11 120      | 100,00      |
| Abstention     | Abstention        | Abstention     | 3 125        | 28,10        | 4 324       | 38,88       |
| Votants        | Votants           | Votants        | 7 997        | 71,90        | 6 796       | 61,12       |
| Blancs et nuls | Blancs et nuls    | Blancs et nuls | 426          | 5,33         | 367         | 5,40        |
| Exprimés       | Exprimés          | Exprimés       | 7 571        | 94,67        | 6 429       | 94,60       |

### Canton de Dozule
| Candidats      | Candidats        | Étiquette      | Premier tour | Premier tour | Second tour | Second tour |
| Candidats      | Candidats        | Étiquette      | Voix         | %            | Voix        | %           |
| -------------- | ---------------- | -------------- | ------------ | ------------ | ----------- | ----------- |
|                | Bernard Magne*   | UDF            | 2 787        | 44,22        | 3 541       | 67,37       |
|                | Pierre Mouraret  | PCF            | 888          | 14,09        | 1 715       | 32,63       |
|                | Roger Bourdon    | FN             | 795          | 12,61        |             |             |
|                | Jean Dannebey    | PS             | 756          | 11,99        |             |             |
|                | Annie Fettu      | Verts          | 677          | 10,74        |             |             |
|                | Pierre Bellanger | DVD            | 400          | 6,35         |             |             |
|                |                  |                |              |              |             |             |
| Inscrits       | Inscrits         | Inscrits       | 9 605        | 100,00       | 9 601       | 100,00      |
| Abstention     | Abstention       | Abstention     | 2 890        | 30,09        | 3 829       | 39,88       |
| Votants        | Votants          | Votants        | 6 715        | 69,91        | 5 772       | 60,12       |
| Blancs et nuls | Blancs et nuls   | Blancs et nuls | 412          | 6,14         | 516         | 8,94        |
| Exprimés       | Exprimés         | Exprimés       | 6 303        | 93,86        | 5 256       | 91,06       |

*sortant

### Canton de Falaise-Nord
| Candidats      | Candidats              | Étiquette      | Premier tour | Premier tour | Second tour | Second tour |
| Candidats      | Candidats              | Étiquette      | Voix         | %            | Voix        | %           |
| -------------- | ---------------------- | -------------- | ------------ | ------------ | ----------- | ----------- |
|                | Alain de La Moussaye * | DVD            | 1 423        | 27,91        | 2 424       | 59,47       |
|                | Jean Gilot             | DVD            | 1 323        | 25,95        | Retrait     | Retrait     |
|                | Guy Bailliart          | PS             | 777          | 15,24        | 1 652       | 40,53       |
|                | René Brosseau          | PCF            | 691          | 13,55        |             |             |
|                | Emmanuel Pipon         | FN             | 367          | 7,20         |             |             |
|                | Elisabeth Lagrandie    | Verts          | 270          | 5,30         |             |             |
|                | Patrick Viot           | Verts          | 247          | 4,85         |             |             |
|                |                        |                |              |              |             |             |
| Inscrits       | Inscrits               | Inscrits       | 7 499        | 100,00       | 7 499       | 100,00      |
| Abstention     | Abstention             | Abstention     | 2 034        | 27,12        | 2 912       | 38,83       |
| Votants        | Votants                | Votants        | 5 465        | 72,88        | 4 587       | 61,17       |
| Blancs et nuls | Blancs et nuls         | Blancs et nuls | 367          | 6,72         | 511         | 11,14       |
| Exprimés       | Exprimés               | Exprimés       | 5 098        | 93,28        | 4 076       | 88,86       |

*sortant

### Canton de Falaise-Sud
| Candidats      | Candidats         | Étiquette      | Premier tour | Premier tour |
| Candidats      | Candidats         | Étiquette      | Voix         | %            |
| -------------- | ----------------- | -------------- | ------------ | ------------ |
|                | Claude Leteurtre  | UDF            | 2 095        | 54,05        |
|                | Yvonnick Turban   | PS             | 899          | 23,19        |
|                | Michelle Hamon    | FN             | 322          | 8,31         |
|                | Casimir Blasczyk  | Verts          | 258          | 6,66         |
|                | Jean-Claude Ferre | PCF            | 186          | 4,80         |
|                | Jean Ferrette     | Verts          | 116          | 2,99         |
|                |                   |                |              |              |
| Inscrits       | Inscrits          | Inscrits       | 6 064        | 100,00       |
| Abstention     | Abstention        | Abstention     | 1 958        | 32,29        |
| Votants        | Votants           | Votants        | 4 106        | 67,71        |
| Blancs et nuls | Blancs et nuls    | Blancs et nuls | 230          | 5,60         |
| Exprimés       | Exprimés          | Exprimés       | 3 876        | 94,40        |

### Canton de Lisieux-1
| Candidats      | Candidats         | Étiquette      | Premier tour | Premier tour | Second tour | Second tour |
| Candidats      | Candidats         | Étiquette      | Voix         | %            | Voix        | %           |
| -------------- | ----------------- | -------------- | ------------ | ------------ | ----------- | ----------- |
|                | Bernard Aubril    | DVD            | 1 747        | 32,08        | 2 839       | 100,00      |
|                | Gérard Lemarinier | RPR            | 1 345        | 24,70        | Retrait     | Retrait     |
|                | Gilbert Dehais    | PS             | 628          | 11,53        |             |             |
|                | Eric Boisnard     | Verts          | 622          | 11,42        |             |             |
|                | Jeanne Cettour    | FN             | 528          | 9,70         |             |             |
|                | Jocelyne Wullen   | Verts          | 374          | 6,87         |             |             |
|                | Thierry Lacroix   | PCF            | 201          | 3,69         |             |             |
|                |                   |                |              |              |             |             |
| Inscrits       | Inscrits          | Inscrits       | 8 276        | 100,00       | 8 274       | 100,00      |
| Abstention     | Abstention        | Abstention     | 2 508        | 30,30        | 4 499       | 54,38       |
| Votants        | Votants           | Votants        | 5 768        | 69,70        | 3 775       | 45,62       |
| Blancs et nuls | Blancs et nuls    | Blancs et nuls | 323          | 5,60         | 936         | 24,79       |
| Exprimés       | Exprimés          | Exprimés       | 5 445        | 94,40        | 2 839       | 75,21       |

### Canton de Lisieux-2
| Candidats      | Candidats           | Étiquette      | Premier tour | Premier tour | Second tour | Second tour |
| Candidats      | Candidats           | Étiquette      | Voix         | %            | Voix        | %           |
| -------------- | ------------------- | -------------- | ------------ | ------------ | ----------- | ----------- |
|                | Michel Triqueneaux* | UDF            | 1 980        | 39,88        | 2 556       | 57,68       |
|                | Marcel Blin         | PS             | 1 216        | 24,49        | 1 875       | 42,32       |
|                | Françoise Bunel     | FN             | 436          | 8,78         |             |             |
|                | Roger Geraud        | Verts          | 410          | 8,26         |             |             |
|                | Claude Bureau       | DVD            | 373          | 7,51         |             |             |
|                | Christian Pasquier  | PCF            | 318          | 6,40         |             |             |
|                | Aladino Vallar      | Verts          | 232          | 4,67         |             |             |
|                |                     |                |              |              |             |             |
| Inscrits       | Inscrits            | Inscrits       | 7 926        | 100,00       | 7 926       | 100,00      |
| Abstention     | Abstention          | Abstention     | 2 575        | 32,49        | 3 102       | 39,14       |
| Votants        | Votants             | Votants        | 5 351        | 67,51        | 4 824       | 60,86       |
| Blancs et nuls | Blancs et nuls      | Blancs et nuls | 386          | 7,21         | 393         | 8,15        |
| Exprimés       | Exprimés            | Exprimés       | 4 965        | 92,79        | 4 431       | 91,85       |

*sortant

### Canton de Lisieux-3
| Candidats      | Candidats            | Étiquette      | Premier tour | Premier tour | Second tour | Second tour |
| Candidats      | Candidats            | Étiquette      | Voix         | %            | Voix        | %           |
| -------------- | -------------------- | -------------- | ------------ | ------------ | ----------- | ----------- |
|                | André Fanton*        | RPR            | 1 932        | 35,18        | 2 928       | 64,06       |
|                | Didier Brault        | PS             | 857          | 15,60        | 1 643       | 35,94       |
|                | Arnault de Rouville  | DVD            | 672          | 12,24        |             |             |
|                | Jean-François Le Roy | FN             | 550          | 10,01        |             |             |
|                | Jean-Pierre Lecomte  | DVD            | 511          | 9,30         |             |             |
|                | Alain Angelini       | Verts          | 454          | 8,27         |             |             |
|                | Pascal Chapelle      | Verts          | 310          | 5,64         |             |             |
|                | Gérard Gilbert       | PCF            | 206          | 3,75         |             |             |
|                |                      |                |              |              |             |             |
| Inscrits       | Inscrits             | Inscrits       | 8 962        | 100,00       | 8 962       | 100,00      |
| Abstention     | Abstention           | Abstention     | 2 998        | 33,45        | 3 862       | 43,09       |
| Votants        | Votants              | Votants        | 5 964        | 66,55        | 5 100       | 56,91       |
| Blancs et nuls | Blancs et nuls       | Blancs et nuls | 472          | 7,91         | 529         | 10,37       |
| Exprimés       | Exprimés             | Exprimés       | 5 492        | 92,09        | 4 571       | 89,63       |

*sortant

### Canton de Livarot
| Candidats      | Candidats             | Étiquette      | Premier tour | Premier tour |
| Candidats      | Candidats             | Étiquette      | Voix         | %            |
| -------------- | --------------------- | -------------- | ------------ | ------------ |
|                | Robert Halley*        | DVD            | 1 672        | 57,18        |
|                | Maurice Lucas         | DVD            | 486          | 16,62        |
|                | Marie-Thérèse Geiger  | FN             | 287          | 9,82         |
|                | Ricardo Poirier       | Verts          | 199          | 6,81         |
|                | Jean-Claude Lelaizant | PS             | 187          | 6,40         |
|                | Alain Plante          | PCF            | 93           | 3,18         |
|                |                       |                |              |              |
| Inscrits       | Inscrits              | Inscrits       | 4 746        | 100,00       |
| Abstention     | Abstention            | Abstention     | 1 660        | 34,98        |
| Votants        | Votants               | Votants        | 3 086        | 65,02        |
| Blancs et nuls | Blancs et nuls        | Blancs et nuls | 162          | 5,25         |
| Exprimés       | Exprimés              | Exprimés       | 2 924        | 94,75        |

*sortant

### Canton de Pont-l'Évêque
| Candidats      | Candidats         | Étiquette      | Premier tour | Premier tour |
| Candidats      | Candidats         | Étiquette      | Voix         | %            |
| -------------- | ----------------- | -------------- | ------------ | ------------ |
|                | Gérard Pruvost*   | RPR            | 2 473        | 61,05        |
|                | André Grandcollot | FN             | 530          | 13,08        |
|                | Michel Lamarre    | ECO            | 385          | 9,50         |
|                | Antoine Casini    | PS             | 354          | 8,74         |
|                | Michel Horn       | Verts          | 172          | 4,25         |
|                | Denis Pannier     | PCF            | 137          | 3,38         |
|                |                   |                |              |              |
| Inscrits       | Inscrits          | Inscrits       | 6 184        | 100,00       |
| Abstention     | Abstention        | Abstention     | 1 907        | 30,84        |
| Votants        | Votants           | Votants        | 4 277        | 69,16        |
| Blancs et nuls | Blancs et nuls    | Blancs et nuls | 226          | 5,28         |
| Exprimés       | Exprimés          | Exprimés       | 4 051        | 94,72        |

*sortant